# Sir Orfeo
Sir Orfeu, um livro datado do fim do século treze ao início do quatorze, representa uma mistura do mito de Orfeu grego com a mitologia e o folclore céltico que inclui fadas, introduzido na cultura inglesa através de baladas no Antigo franco-bretão de poetisas como Marie de France. Sir Orfeu é preservado em três manuscritos, Advocates 19.2.1 conhecidos como Auchinleck MS. e datados de aproximadamente 1330, o mais antigo. O outro manuscrito antigo, Harley 3810, data do início do século XV. O terceiro, Ashmole 61, foi compilado durante vários anos; a parte do MS. contendo Sir Orfeo é de 1488. O começo do poema descreve a si mesmo como uma balada bretã, e diz que é derivada de um texto que não existe mais, a Lai d'Orphey.
O fragmento Child Ballad 19 "King Orfeo" é intimamente relacionada ao poema, e o texto que sobrevive guarda apenas partes da conhecida história.
Após a morte do autor J.R.R.Tolkien, seu filho Christopher Tolkien encontrou uma tradução de Sir Orfeu feita por seu pai e publicou-a numa forma editada junto com Sir Gawain and the Green Knight e Pearl.